# Urceola rosea
Urceola rosea är en oleanderväxtart som först beskrevs av William Jackson Hooker och Arnott, och fick sitt nu gällande namn av D. J. Middleton. Urceola rosea ingår i släktet Urceola och familjen oleanderväxter. Inga underarter finns listade i Catalogue of Life.